# فريديريك فرجيه
فريديريك فرجيه (بالفرنسية: Frédéric Verger)‏ كاتب فرنسي ولد عام 1959 بمونتريال.